# Harry Bergeest
Harry Gero Bergeest (* 7. März 1944 in Hamburg) ist ein deutscher Universitätsprofessor für Körperbehindertenpädagogik. Er lehrte zuletzt an der Martin-Luther-Universität Halle-Wittenberg.

## Leben
Bergeest besuchte die Mittelschule und absolvierte eine Lehre als Feinmechaniker; am Abendgymnasium erwarb er die Hochschulreife und studierte anschließend Pädagogik und Psychologie, alles in Hamburg. Danach war er mehrere Jahre an der Botleys Park Hospital School (Heim und Sonderschule für körperlich und geistig behinderte Menschen) in Chertsey (England) tätig. 1980 begann er als Akademischer Rat am Institut für Sonderpädagogik der Johannes Gutenberg-Universität Mainz seine Hochschultätigkeit. Während dieser Zeit zusätzliche Ausbildung in Montessori-Pädagogik und körperzentrierten Therapien. Ab 1993 hatte er den Lehrstuhl für Körperbehindertenpädagogik am Institut für Rehabilitationspädagogik der Universität Halle-Wittenberg inne. Seit 2006 lebt er in Südengland.
An der Universität Halle waren seine Forschungsschwerpunkte vor allem:
- Inklusive Didaktik für Kinder im Förderschwerpunkt körperliche und motorische Entwicklung
- Konstruktivistisch fundierte Erziehung von Kindern mit körperlicher Behinderung
- Sensorische Integration und motorische Behinderung
- Krankenhausunterricht
- Didaktik der Sexualpädagogik
- Training zur Selbstbehauptung
- Bibliographie zur pädagogischen Förderung von Kindern mit körperlicher Behinderung.

## Werke (Auswahl)
- Inklusive Didaktik für Kinder im Förderschwerpunkt körperliche und motorische Entwicklung. In: Ines Budnik, Marek Grummt, Stephan Sallat (Hrsg.): Sonderpädagogik – Rehabilitationspädagogik – Inklusionspädagogik. Belz Juventa, Weinheim 2022, ISBN 978-3-7799-6868-9.
- Querschnittlähmung im Kindes- und Jugendalter und Besonderheiten der sozial-emotionalen Entwicklung. In: Gerd Hansen (Hrsg.): Grundwissen Querschnittlähmung. verlag selbstbestimmtes leben, Düsseldorf 2021, ISBN 978-3-945771-30-3.
- mit Jens Boenisch: Körperbehindertenpädagogik. Grundlagen – Förderung – Inklusion. 6. Auflage. utb. / Julius Klinkhardt, 2019, ISBN 978-3-8252-5154-3.
- Supervision. In: Konrad Bundschuh, Ulrich Heimlich, Rudi Krawitz (Hrsg.): Wörterbuch Heilpädagogik. utb/Julius Klinkhardt, Bad Heilbrunn 2007, ISBN 978-3-7815-1507-9.
- Körperbehindertenpädagogik. Studium und Praxis. 3. Auflage. Julius Klinkhardt, 2006, ISBN 3-7815-1478-1 (eingeschränkte Vorschau in der Google-Buchsuche).
- Sexualität. In: Gerd Hansen, Roland Stein (Hrsg.): Kompendium Sonderpädagogik. Julius Klinkhardt, Bad Heilbrunn 2006, ISBN 3-7815-1420-X.
- Das Recht des Kindes auf Balance. In: Hartmut Sautter, Ursula Stinkes, Rainer Trost (Hrsg.): Beiträge zu einer Pädagogik der Achtung. Universitätsverlag Winter, Heidelberg 2004, ISBN 3-8253-8319-9.
- mit Claudia Klektau, Petra Kühne, Trixi Willig: Untersuchungen zur Psychomotorik und Sensorischen Integration in der Kindertagesstätte. In: KiTa. Kindertageseinrichtungen aktuell. Band 13, Nr. 6, 2004, S. 124–129.
- Die Balance von Stabilität und Instabilität – Didaktische Grundlagen des Unterrichts mit körperbehinderten Kindern. In: Jens Boenisch, Volker Daut (Hrsg.): Didaktik des Unterrichts mit körperbehinderten Kindern. Kohlhammer, Stuttgart 2002, ISBN 3-17-017436-3.
- mit Jens Boenisch (Hrsg.): Körperbehindertenpädagogik: Bibliografie des 20. Jahrhunderts. Klinkhardt, Bad Heilbrunn/Obb. 2002, ISBN 3-7815-1225-8.
- Maria Montessori. In: Maximilian Buchka, Rüdiger Grimm, Ferdinand Klein (Hrsg.): Lebensbilder bedeutender Heilpädagoginnen und Heilpädagogen des 20. Jahrhunderts. Ernst Reinhardt, München 2002, ISBN 3-497-01611-X.
- mit Gerd Hansen: Theorien der Körperbehindertenpädagogik. Klinkhardt, Bad Heilbrunn/Obb. 1999, ISBN 3-7815-0971-0.
- mit Ines Budnik, Ricarda Hübner, Tatjana Kolberg (Hrsg.): Rehabilitationspädagogik in Sachsen-Anhalt. Festschrift für Ferdinand Klein. Institut für Rehabilitationspädagogik, Halle (Saale) 1999.
- mit Roy Kühne: Heben und Tragen von behinderten Menschen als pädagogische Aufgabe. Ein kaum beachtetes Problem des pädagogischen Alltags. In: Zeitschrift für Heilpädagogik. Band 50, Nr. 6, 1999, S. 296–301.
- Sonderpädagogen helfen lernen. In: mit Ursula Haupt (Hrsg.): Mainzer Schriften zur Sonderpädagogik. Band 2. Centaurus-Verlag, Pfaffenweiler 1993, ISBN 3-89085-781-7.
- Ablösungsprozesse. In: ASbH (Hrsg.): Menschen mit Spina bifida und Hydrocephalus. ASbH Bundesverband, Dortmund 1993, ISBN 3-9801420-6-X.
- Körperzentriertes Lernen. In: Ursula Haupt, Rudi Krawitz (Hrsg.): Anstöße zu neuem Denken in der Sonderpädagogik. Centaurus-Verlag, Pfaffenweiler 1992, ISBN 3-89085-689-6.
- mit Waltraud Schneider: Personenzentrierte Gruppenarbeit mit Eltern behinderter Kinder. In: Klaus Sander, Ulrich Esser (Hrsg.): Personenzentrierte Gruppenarbeit. Roland Asanger, Heidelberg 1988, ISBN 3-89334-130-7.